# U18-Världsmästerskapet i ishockey för damer 2015
U18-Världsmästerskapet i ishockey för damer 2015 var det åttonde U18-Världsmästerskapet i ishockey för damer. Toppdivisionen avgjordes i Buffalo, USA mellan 5 och 12 januari 2015.
VM i de lägre divisionerna avgjordes i olika perioder i början av 2015:
- Division I i Vaujany, Frankrike, under perioden 4–10 januari 2015.
- Division I, kval i Katowice, Polen, under perioden 19-25 januari 2015.

## Slutställning
| Toppdivisionen | Toppdivisionen | Toppdivisionen |
| -------------- | -------------- | -------------- |
| Guld           | USA            |                |
| Silver         | Kanada         |                |
| Brons          | Ryssland       |                |
| 4.             | Tjeckien       |                |
| 5.             | Finland        |                |
| 6.             | Sverige        |                |
| 7.             | Schweiz        |                |
| 8.             | Japan          |                |

| Division I | Division I |
| ---------- | ---------- |
| 9.         | Frankrike  |
| 10.        | Norge      |
| 11.        | Slovakien  |
| 12.        | Tyskland   |
| 13.        | Ungern     |
| 14.        | Österrike  |

| Division I Kval | Division I Kval | Division I Kval |
| --------------- | --------------- | --------------- |
| 15.             | Danmark         |                 |
| 16.             | Italien         |                 |
| 17.             | Polen           |                 |
| 18.             | Kazakstan       |                 |
| 19.             | Kina            |                 |
| 20.             | Storbritannien  |                 |